# Megarhyssa longitubula
Megarhyssa longitubula là một loài tò vò trong họ Ichneumonidae.